# Chaetostoma
Chaetostoma — рід риб з триби Ancistrini підродини Hypostominae родини лорікарієві ряду сомоподібних. Має 50 видів. Наукова назва походить від грецьких слів chaite, тобто «волосся», та stoma — «рот».

## Опис
Загальна довжина представників цього роду коливається від 5,1 до 30 см. Спостерігається статевий диморфізм: самці дещо більші за самиць. Голова велика, широка, сильно сплощена зверху. З віком передня частина голови стає ширше. Очі маленькі. Рот помірно великий. Ці соми позбавлені вусів, у деяких видів присутні невеличкі нарости у кутах рота. Тулуб масивний, широкий, у низки видів — стрункий. Черево у самців більш струнке, у самиць — округле. Спинний плавець доволі великий й довгий. Грудні плавці широкі, у самців вони більш розвинені. У деяких видів на цих плавцях є шипики. Черевні плавці практично не поступаються грудним. Анальний плавець невеличкий. Жировий плавець крихітний. Хвостовий плавець доволі широкий.
Загальне забарвлення коливається від сірого до чорного кольору. Усе тіло вкрито жовтими цяточками або білими чи жовтими смужками.

## Спосіб життя
Є демерсальними рибами. Воліють до прісних чистих водойм, полюбляють швидкі течії, зокрема гірські потоки. Зустрічаються на висоті 3500 м над рівнем моря. Активні вночі. Вдень ховаються у печерах та різних укриттях. Живляться переважно рослинністю, насамперед водоростями та детритом, також вживають тваринну їжу (безхребетних, дрібних риб).
Ікру відкладають у спеціально вириту нору біля каміння або скелі. Вважається, що великі черевні плавники грають роль в заплідненні яєць.

## Розповсюдження
Поширені у водоймах Панами, Венесуели, Колумбії, Еквадору і Перу. Деякі види зустрічаються в Бразилії.

## Види
- Chaetostoma aburrensis
- Chaetostoma anale
- Chaetostoma anomalum
- Chaetostoma bifurcum
- Chaetostoma branickii
- Chaetostoma breve
- Chaetostoma brevilabiatum
- Chaetostoma carrioni
- Chaetostoma changae
- Chaetostoma daidalmatos
- Chaetostoma dermorhynchum
- Chaetostoma dorsale
- Chaetostoma dupouii
- Chaetostoma fischeri
- Chaetostoma floridablancaensis
- Chaetostoma formosae
- Chaetostoma guairense
- Chaetostoma jegui
- Chaetostoma joropo
- Chaetostoma lepturum
- Chaetostoma leucomelas
- Chaetostoma lexa
- Chaetostoma lineopunctatum
- Chaetostoma loborhynchos
- Chaetostoma machiquense
- Chaetostoma marginatum
- Chaetostoma marmorescens
- Chaetostoma microps
- Chaetostoma milesi
- Chaetostoma niveum
- Chaetostoma nudirostre
- Chaetostoma orientale
- Chaetostoma palmeri
- Chaetostoma patiae
- Chaetostoma paucispinis
- Chaetostoma pearsei
- Chaetostoma platyrhynchus
- Chaetostoma sacramento
- Chaetostoma sovichthys
- Chaetostoma spondylus
- Chaetostoma stannii
- Chaetostoma stroumpoulos
- Chaetostoma tachiraense
- Chaetostoma taczanowskii
- Chaetostoma thomsoni
- Chaetostoma trimaculineum
- Chaetostoma vagum
- Chaetostoma vasquezi
- Chaetostoma venezuelae
- Chaetostoma yurubiense